# Kruiskapel (Urmond)

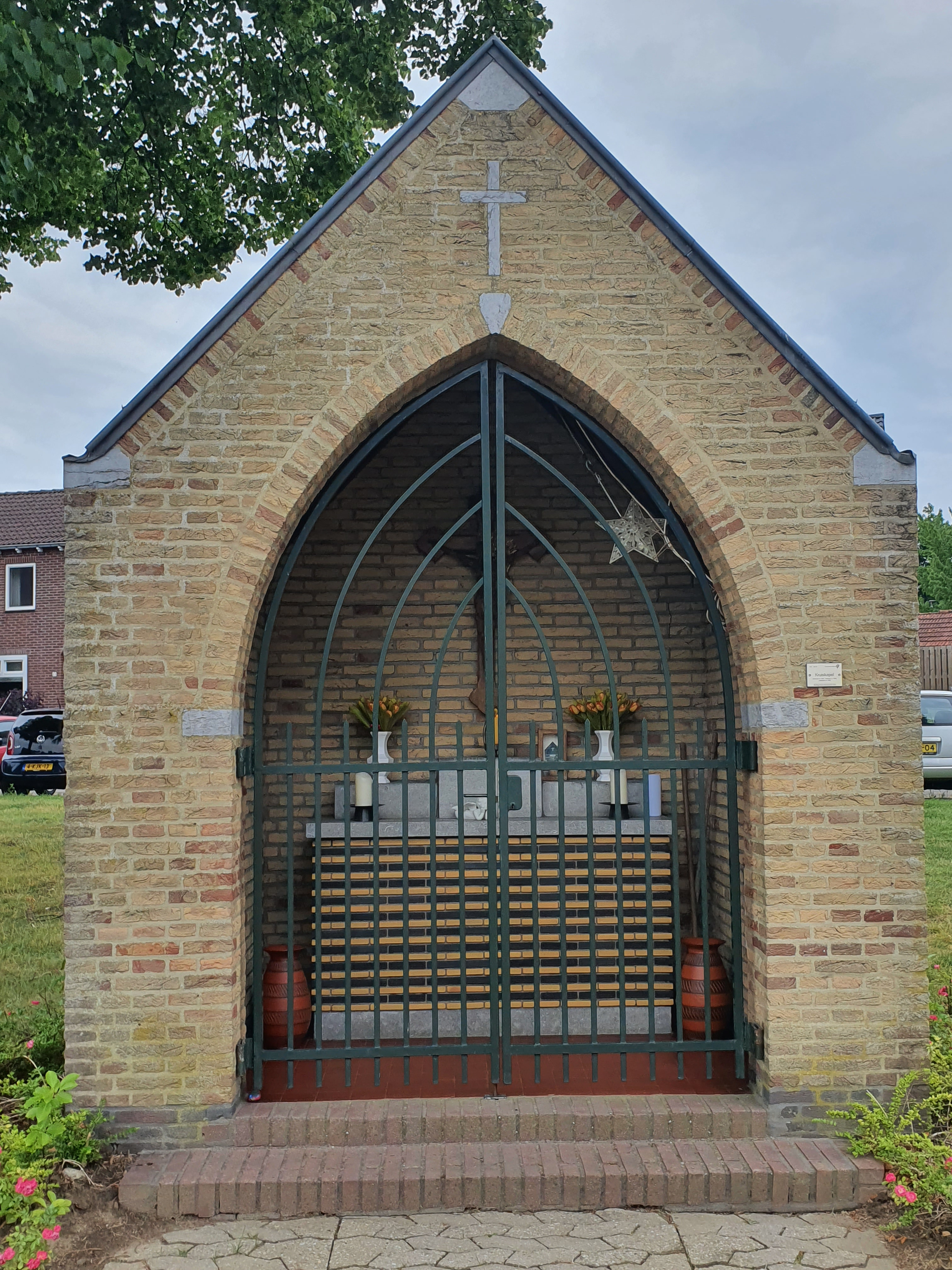
De Kruiskapel

De Kruiskapel is een kapel in Urmond in de Nederlands Zuid-Limburgse gemeente Stein. De kapel staat op de hoek van de Bergstraat en de Kampstraat in het zuidelijk deel van Oud-Urmond. Op krap 200 meter naar het zuidwesten staat de Sint-Barbarakapel.
De kapel is gewijd aan het kruis.

## Geschiedenis
Toen in 1899 een echtpaar 25 jaar getrouwd was werden er plannen gemaakt om dit te vieren met de bouw van een kapel voor het kruisbeeld. In 1901 werd op de hoek Paalweg-Heirstraat een kapel gebouwd waar voordien een boom stond waarop een kruisbeeld met houten corpus was aangebracht. Op 9 juni 1901 was de kapel klaar en trok de processie op processiezondag naar de kapel.
In 1924 was het echtpaar 50 jaar getrouwd en kreeg het echtpaar een gedenksteen van de kinderen die ingemetseld werd in de kapel. De tekst van de gedenksteen luidde:

Ter blijvende herinnering aan de Gouden Bruiloft der Echtelieden Christiaan Heijen en Maria Tholen 1874 – 17 november 1924

Hunne dankbare kinderen.

Op 1 juli 1934 werd een nieuwe brug van de mijnspoorweg geopend die de Staatsmijn Maurits verbond met de Haven van Stein. Omdat voor deze spoorlijn de kapel in de weg stond werd deze in de zomer van 1934 door de Staatsmijnen afgebroken en werd er een nieuwe kapel aan de Paalweg gebouwd. Deze kapel stond buiten de bebouwde kom.
In 1968 werd het originele corpus uit de kapel gestolen. Enkele jaren later bekladde men het kruis met verf en gooide men het stuk.
Omdat de kapel niet meer gebruikt werd als rustaltaar tijdens de sacramentsprocessie en de processie met de Kruisdagen, raakt de kapel in verval en wilde men de kapel verplaatsen. Op 25 augustus 1995 verplaatste men de kapel naar een nieuwe plek op de hoek van de Bergstraat met de Kampstraat.
In het voorjaar van 2005 restaureerde men de kapel en op 11 september 2005 werd de kapel overgedragen van Stichting Kruiskapel (van de nazaten van de bouwer) aan de Urmondse Monumentenstichting.

## Bouwwerk
De in gele bakstenen opgetrokken kapel staat op een rechthoekig plattegrond en heeft een verzonken zadeldak met leien. De frontgevel en de achtergevel zijn gedekt met zinken afdekplaten en deze gevels steken iets uit, waardoor de zijgevels terug liggen. In de frontgevel bevindt zich de spitsboogvormige toegang die wordt afgesloten met een smeedijzeren hek. Hoog in de frontgevel is een cementstenen kruis ingemetseld. Ook de aanzetstenen, sluitsteen, gevelsluitsteen en gevenaanzetstenen zijn in cementsteen uitgevoerd.
Van binnen is de kapel bekleed met bakstenen en gedekt met een houten zadeldak. Tegen de achterwand is een massief gele bakstenen altaar gemetseld dat bekleed is met banen zware tegels en gedekt met een blad grijs natuursteen. Boven het altaar is op de achterwand een houten kruis met corpus opgehangen.